# Goldhort von Gessel

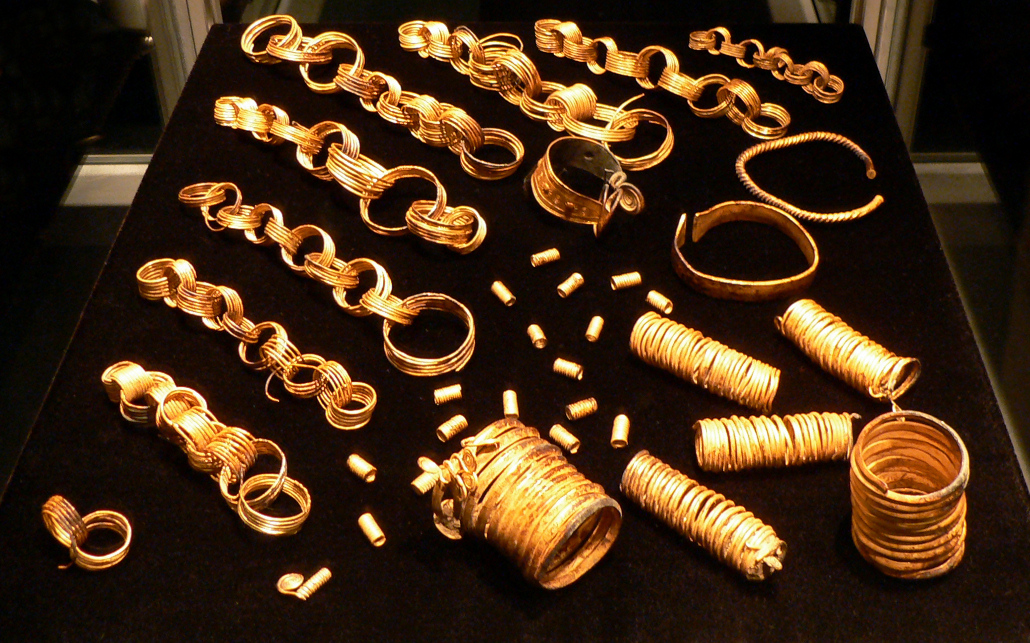
Die 117 goldenen Teile des Goldhortes von Gessel bei der ersten öffentlichen Präsentation, 2012

Der Goldhort von Gessel ist ein bronzezeitlicher Depotfund, der 2011 unweit des Syker Ortsteils Gessel in Niedersachsen entdeckt wurde. Es handelt sich um einen geschlossenen Fund mit 117 Teilen aus Gold bei einem Gesamtgewicht von etwa 1,7 kg. Der Fund, der rund 3300 Jahre ungestört im Erdboden gelegen hat, gehört nach dem Eberswalder Goldschatz zu den größten prähistorischen Hortfunden von Gold in Mitteleuropa.
Er ist der bis dahin einzige unter wissenschaftlichen Bedingungen ergrabene Goldfund der Bronzezeit und gleichzeitig der am besten dokumentierte Depotfund. Die Fundstücke werden nach der Zuordnung einzelner Gegenstände in die mittlere Bronzezeit zunächst um das 14. Jahrhundert v. Chr. datiert.

## Archäologische Untersuchungen entlang der NEL-Pipeline
Ab Frühjahr 2011 erfolgte die Verlegung der rund 440 Kilometer langen NEL-Pipeline, der Nordeuropäischen Erdgasleitung, in Mecklenburg-Vorpommern und Niedersachsen. In Niedersachsen, das die Leitung auf etwa 200 Kilometer Länge durchquert, wurde der Trassenverlauf lückenlos archäologisch untersucht. Gemäß dem im Niedersächsischen Denkmalschutzgesetz verankerten Verursacherprinzip wurden die Kosten maßgeblich von den Betreibern der Pipeline getragen. Daher finanzierten die Unternehmen Wingas, E.ON Ruhrgas, Gasunie und Fluxys die archäologische Betreuung des Bauprojektes.

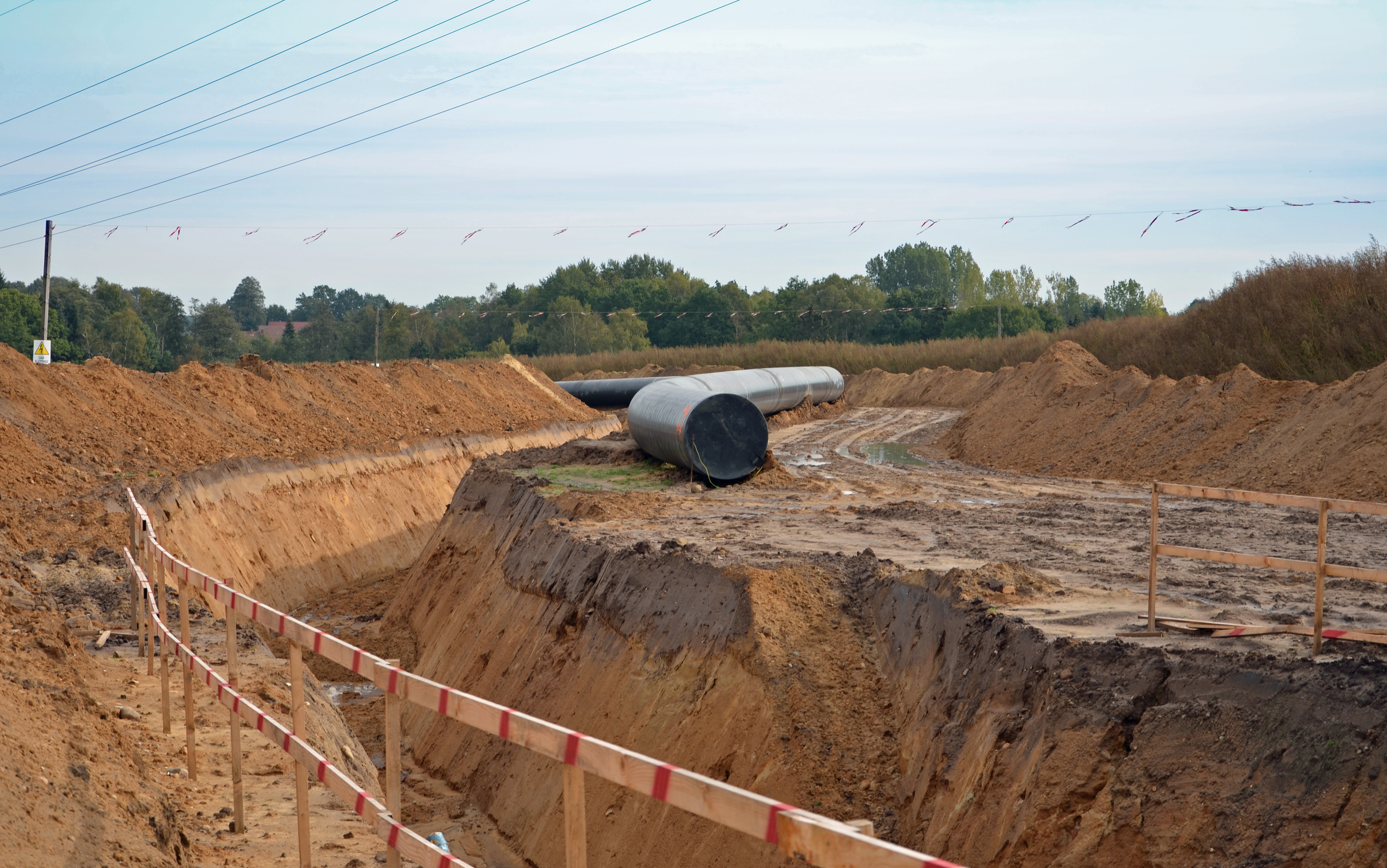
Verlegung der NEL-Pipeline im Raum Bassum, etwa zehn Kilometer vom Fundort des Goldhorts entfernt, 2011

Im zeitlichen Vorlauf der Bauarbeiten erfolgte seitens des Niedersächsischen Landesamtes für Denkmalpflege eine archäologische Potenzialanalyse der Pipelinetrasse. Dabei wurden verschiedene Prospektionsmethoden angewandt, darunter Survey mit Feldbegehungen, luftbildarchäologische Befliegungen, Datenabgleich mit bisherigen Fundstellen im denkmalpflegerischen Fachinformationssystem ADABweb. Ab Ende 2010 setzte eine 10 Monate anhaltende, „harte“ Prospektion ein. Das bedeutete das Anlegen eines sechs Meter breiten Suchschnitts auf einer Länge von 50 km im Bereich archäologischer Verdachtsflächen und im Umfeld bereits bekannter Fundstellen. Die restlichen 150 km der Trasse begleiteten Archäologen und Grabungstechniker, indem sie das Abziehen und Abbaggern des Oberbodens beobachteten. Die Koordination der archäologischen Maßnahmen, die mit bis zu 13 Grabungsteams und zeitweise über 100 Mitarbeitern stattfanden, nahm das Niedersächsische Landesamt für Denkmalpflege vor.
Insgesamt führten die archäologischen Untersuchungen auf der Pipelinetrasse in Niedersachsen zu rund 150 Fundstellen mit rund 12.500 archäologischen Befunden, darunter etwa 100.000 Keramikscherben. Das Zeitspektrum der Fundstellen erstreckt sich über 12.000 Jahre von der Steinzeit bis zur Neuzeit. Nur etwa 16 Prozent der entdeckten archäologischen Fundstellen waren vorher bekannt, obwohl Archäologen aufgrund langjähriger Erfahrungen von einer Quote von 25 Prozent ausgingen. Da bei den Baumaßnahmen der Oberboden auf einer Breite von bis zu 30 Meter abgetragen wurde, bot die Pipeline-Verlegung eine Untersuchungsfläche von insgesamt 7,2 km². Sie gewährte einen repräsentativen Einblick in das archäologische Bodenarchiv Norddeutschlands und die Kulturgeschichte im Gebiet des heutigen Niedersachsens. Es handelte sich um eines der größten Archäologieprojekte in Europa.

## Fundgebiet im weiteren Sinne
Der Ort Gessel und das benachbarte Syke liegen in einer Geestlandschaft, bei der es sich im engeren Bereich um die Syker Geest und im weiteren Bereich um die Wildeshauser Geest handelt. Das Gebiet weist als Altsiedelland eine lange Besiedlungsgeschichte und hohe Besiedlungsdichte auf. Dies führte zu reichlichen Funden aus der Stein-, Bronze- und Eisenzeit. Die Fundstücke der Gegend sind im Kreismuseum in Syke, im Museum Nienburg und im Focke-Museum in Bremen ausgestellt.
Die archäologischen Untersuchungen vor dem Pipelinebau bestätigten das zuvor vermutete archäologische Potenzial in dem Geestgebiet. Im rund 60 Kilometer langen Abschnitt zwischen der Weserniederung und dem Endpunkt bei Rehden gab es 84 Fundstellen, von denen vorher nur 16 Stellen bekannt waren. Entdeckt wurde unter anderem ein frühmesolithisches Steingerät, das wegen seiner mutmaßlich anthropomorphen Darstellung eines unbekleideten Frauenkörpers als Venusdarstellung angesehen wird und in Venus von Bierden benannt wurde. Außerdem entdeckt wurde ein germanisches Gräberfeld mit 76 Bestattungsplätzen bei Gessel aus der Römischen Kaiserzeit des 2. und 3. Jahrhunderts, das am Rande einer früheren Siedlung lag. Bei Uphusen wurde ein goldener Fingerring mit einer blauen Perle aus der Zeit des 4. bis 7. Jahrhunderts n. Chr. gefunden. Beim Eydelstedter Ortsteil Düste kamen die Reste einer germanischen Uferrandsiedlung des 2. bis 3. Jahrhunderts n. Chr. ans Tageslicht.

## Fundstelle

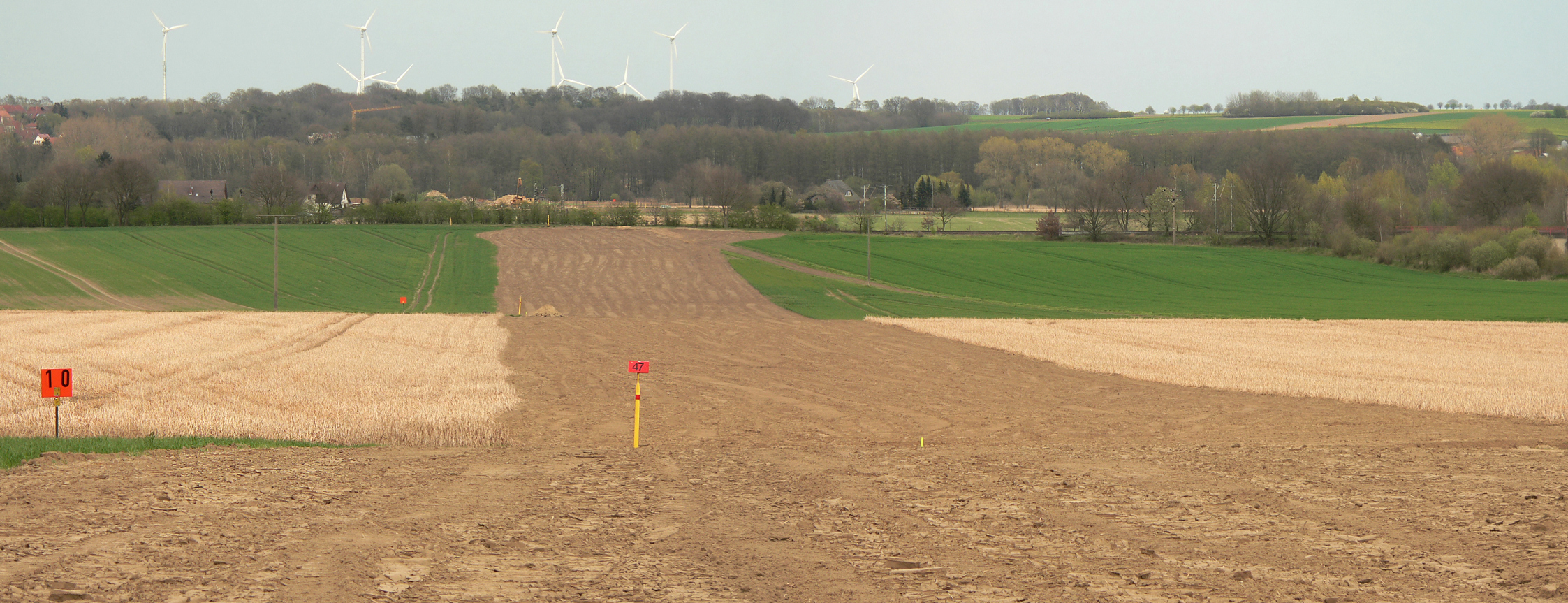
Pipelinetrasse nach der Verlegung mit Blick vom Leerßer Berg in Richtung Gessel auf das Fundgebiet der bisher nicht veröffentlichten Fundstelle, 2012

Die Fundstelle befindet sich im Umfeld einer Altstraße. Ein Bezug zu früheren Siedlungen in der Umgebung ist denkbar, da sich in etwa 3–7 km Entfernung vom Fundort Hügelgräber aus der Bronzezeit erhalten haben. Seit dem Fund im Jahre 2011 wird das Umfeld des Fundplatzes im Hinblick auf weitere Befunde intensiv archäologisch untersucht, unter anderem mit dem Airborne-Laserscanning-Verfahren zur Erstellung eines dreidimensionalen Geländemodells.
Die genaue Fundstelle ist trotz der Anfrage von Kommunalpolitikern zur Aufstellung einer Erinnerungstafel oder Ähnlichem nicht veröffentlicht worden. Bekannt wurde, dass sich die Fundstelle in 1,3 Kilometer Entfernung vom Gewässer Hache an einem leichten Hang befindet, der nach Ostnordost ausgerichtet ist. Dabei handelt es sich um den Leerßer Berg als Höhenrücken zwischen Syke und Ristedt.

## Fundumstände
Der Goldhort von Gessel wurde am 7. April 2011 bei systematischen archäologischen Untersuchungen vor dem Bau der NEL-Erdgaspipeline entdeckt. Die Fundstelle liegt in der Feldmark nahe dem Syker Ortsteil Gessel. Der Ort war eine archäologische Verdachtsfläche, auf der zuvor bereits metallzeitliche Keramikscherben an der Oberfläche gefunden worden waren. Nach dem Abtrag des Oberbodens bemerkte das Prospektionsteam leichte Bodenverfärbungen. Bei der gezielten Suche mit dem Metalldetektor ortete der Grabungstechniker Jan Stammler einen möglichen relevanten Fund, der sich in 60 cm Tiefe unterhalb der Erdoberfläche im Unterboden und nur knapp unterhalb des landwirtschaftlichen Bearbeitungshorizontes befand. Beim vorsichtigen Freilegen zeigten sich an der Oberfläche des sandigen Unterbodens vier grünkorrodierte Bronzenadeln, ein kleines goldenes Spiralröllchen und ein verziertes Goldobjekt, das wie ein Armreif aussah. Die Artefakte wurden in situ belassen, da an der Stelle wegen des starken Detektorausschlags weitere Fundstücke vermutet wurden. Zunächst wurde ein Grab- oder Siedlungsfund mit weiteren Funden im näheren Umfeld für möglich gehalten, sodass zur Unterstützung ein weiteres Grabungsteam anrückte und zur Dokumentation ein Filmteam beordert wurde. Als sich ein Einzelfund konkretisierte, wurde der Fund mittels Blockbergung als ein 90 × 65 Zentimeter breiter bzw. tiefer und 25 Zentimeter hoher Erdblock aus dem Boden gestanzt. Der Block kam noch am Abend des Fundtages zur Untersuchung in die Restaurierungswerkstatt des Niedersächsischen Landesamtes für Denkmalpflege in Hannover.

## Restaurierung und Rekonstruktion

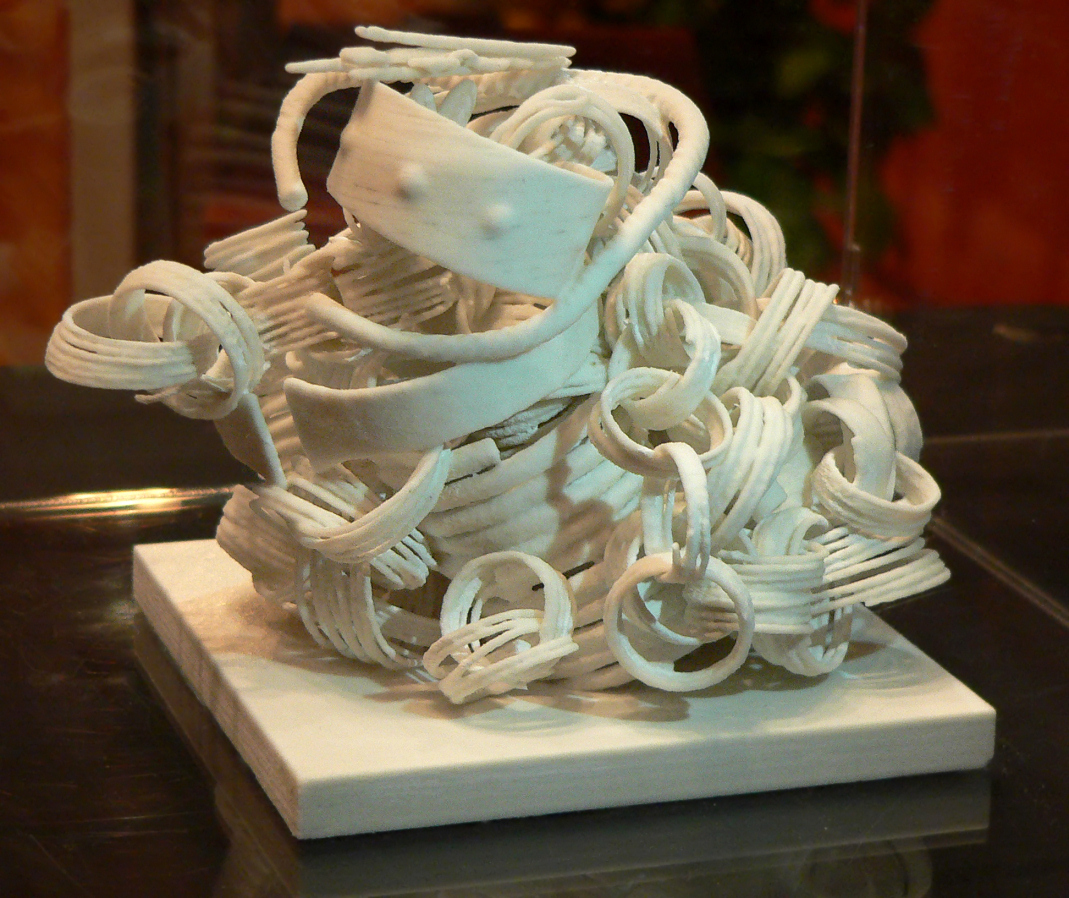
Die originale Fundsituation des Goldhortes als Kunststoffmodell aus dem 3D-Drucker

Am Erdblock erfolgten unmittelbar nach seiner Sicherung Untersuchungen mit mehreren bildgebenden Verfahren, wie Röntgenuntersuchung und Computertomographie (CT), um Einblick in den Inhalt des Fundes zu erlangen. Wegen der hohen Dichte von Gold (genauer Röntgendichte, Ordnungszahl 79) und der vielen, dicht gepackten Goldteile gelang eine CT-Aufnahme erst mit einem Hochleistungsgerät eines Unternehmens der Comet Holding mit Sitz in Hattingen.
Die computertomographisch gewonnenen Daten vom Inhalt des Erdblocks wurden computergestützt in 3D visualisiert. Mit diesen Daten ließ das Niedersächsische Landesamt für Denkmalpflege von einem Unternehmen für medizinische Präparate mit einem 3D-Drucker im Rapid-Prototyping-Verfahren eine Nachbildung der Goldteile aus Kunststoff erstellen, was bereits bei der Schädelrekonstruktion beim Mädchen aus dem Uchter Moor erfolgte. Dabei bediente man sich des Digital-Fabricating-Verfahrens in einer bisher nicht gekannten Auflösung, die zur exakten Darstellung der feingliedrigen Spiralen erforderlich war. Die 3D-Visualisierung und das Kunststoffmodell dokumentierten die Anordnung der Gegenstände in der Fundsituation und erleichterten das schonende Freipräparieren der Fundstücke aus dem Erdblock. Auch konnte die Größe des Erdblocks auf 55 × 55 Zentimeter reduziert werden, ohne den Fund zu beschädigen. Außerdem ermöglicht die 3D-Visualisierung eine Nachbildung des Horts in seiner Originallage für die museale Präsentation.
Der gesamte Prozess der Untersuchung des Erdblocks bis zur Freilegung der einzelnen Fundstücke benötigte mehrere Monate.

## Fundstücke
Bei den 117 Fundstücken aus Gold handelt es sich überwiegend um Spiralen verschiedener Arten und Größen, die teilweise als Halbfertigprodukte anzusehen sind.

### Fibel

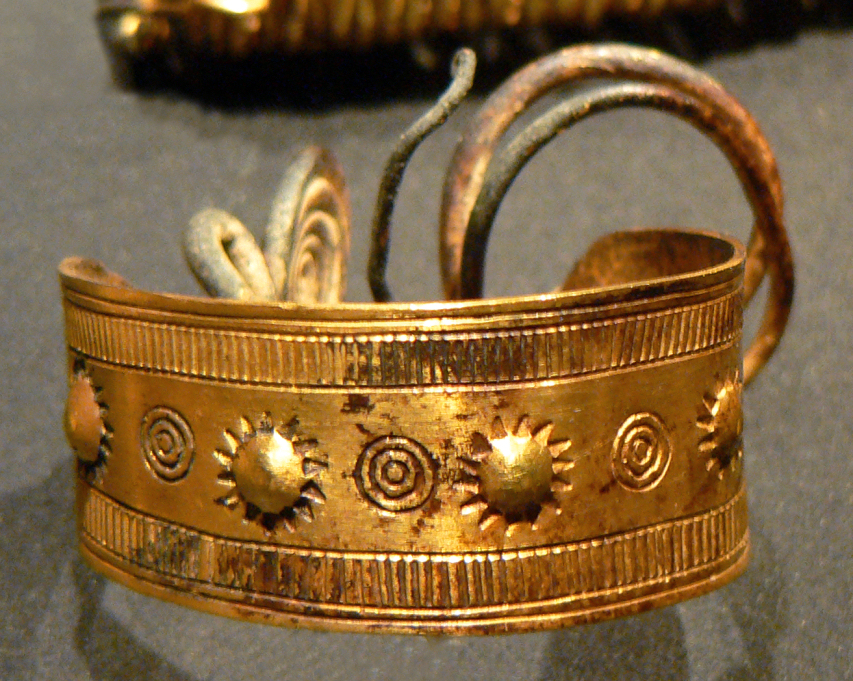
Fibel, mit Sonnensymbolen verziert

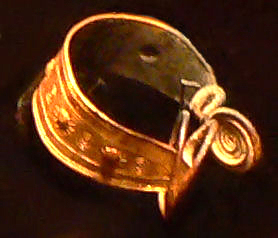
Seitlicher Blick auf die zusammengebogene Fibel

Die im Fund enthaltene Fibel mit einem Gewicht von 46 Gramm wurde in der Auffindesituation zunächst für einen Armreif gehalten, da sie zusammengebogen war. Im ursprünglichen Zustand hatte sie eine Länge von 16 Zentimetern, wurde aber vermutlich aus Platzgründen vor der Ablage des Horts zusammengedrückt und es wurde die Nadel der Fibel entfernt. Die etwa zwei Zentimeter breite Bügelplatte weist mehrere künstlerische Verzierungen auf. Dazu zählt ein an den Rändern eingepunztes Leiterbandmuster mit 254 Leitersprossen. Außerdem befinden sich auf der Bügelplatte 11 runde Verzierungen. Es handelt sich um fünf erhabene Rundbuckel als Sonnensymbole mit angedeuteten Sonnenstrahlen und sechs Einstempelungen mit jeweils drei konzentrischen Ringen.
In Mitteleuropa ist bisher keine andere aus massivem Gold gefertigte Fibel bekannt geworden. Es gibt Funde von Fibeln, die aus Bronze bestehen oder ein dünnes Goldblech tragen. Einzelne Verzierungselemente, wie das Leiterbandmuster und Rundbuckel, kommen jedoch auch auf in Niedersachsen gefundenen Bronzefibeln vor. Sonnensymbole fanden sich in Niedersachsen auch auf Keramik einer früheisenzeitlichen Urnenbestattung und auf einer Nienburger Tasse in Steimbke.

### Spiralringe

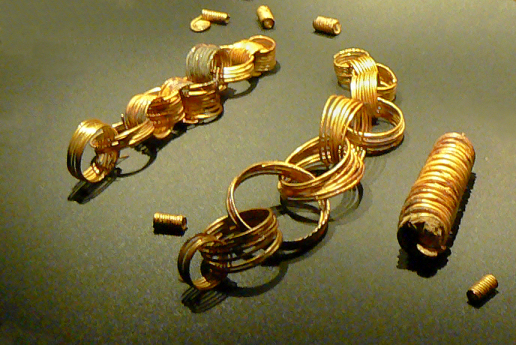
Zwei Ketten mit Spiralringen, eine Lockenspirale und mehrere kleine Spirallröllchen

Den größten Anteil des Horts bilden 82 Spiralringe von unterschiedlicher Größe. Sie sind zu acht Ketten mit jeweils zehn und einer Kette mit zwei Ringen ineinander gedreht. Die Spiralen haben im Schnitt 5 bis 10 Windungen bei einer durchschnittlichen Drahtlänge von 30 bis 60 Zentimetern und weisen Gewichte zwischen 3 und 21 Gramm auf. Das Gewicht der Spiralketten variiert zwischen knapp 40 und 165 Gramm. Von den 82 Spiralen weisen 33 Stücke keine Abnutzungsspuren auf und erscheinen „fabrikneu“. Bei 22 Spiralen sind die Enden tordiert. Weitere Untersuchungen sollen in einem Forschungsprojekt, unter anderem durch experimentelle Archäologie, die Frage klären, ob die Drähte durch Ziehen oder Schmieden hergestellt worden sind. Aufnahmen im Rasterelektronenmikroskop deuten wegen der Werkzeugspuren auf das Ziehen durch ein Loch aus Stein oder Knochen.
Nach einer ersten Einschätzung könnten die bronzezeitlichen Spiralringe aus Gold im Zusammenhang mit Handelsbeziehungen als eine Art Währung oder als standardisierte Barren gedient haben. Darauf deuten die aus jeweils 10 Spiralen zusammengesetzten Ketten, wobei wegen ihres unterschiedlichen Gewichts kein einheitlicher Wert anzunehmen ist. Spiralen aus Gold sind in dieser Form auch von anderen Orten in Norddeutschland und in ganz Europa als Depotfunde bekannt.

### Lockenspiralen
Im Goldhort befinden sich vier annähernd gleich große Lockenspiralen mit jeweils 15 beziehungsweise 16 Wicklungen. Zwei Lockenspiralen weisen eine angehängte Brillenspirale auf.

### Spiralröllchen

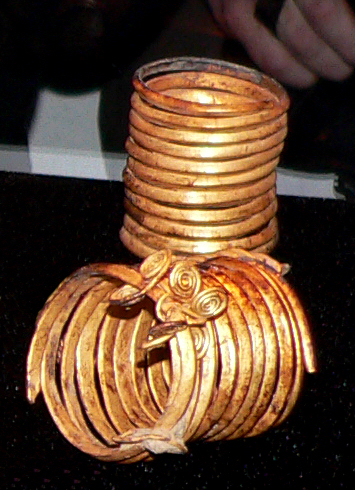
Die beiden größeren Armspiralen, eine davon mit angehefteten Brillenspiralen

Im Hort fanden sich 18 goldene Spiralröllchen, von denen 17 in der Sohle lagen, während ein auffälliges Röllchen sich im oberen Bereich befand. Aus der Lage der Röllchen war zu schließen, dass sie auf einer Kette aufgereiht waren, die aus organischem Material bestand und vergangen war. Der Golddraht der jeweils rund drei Gramm schweren Spiralröllchen hat einen Durchmesser von etwa einem Millimeter und eine durchschnittliche Länge von 15 Zentimetern. Die Röllchen weisen zwischen 8 und 14 Wicklungen auf. Ein Spiralröllchen, das sich im oberen Bereich des Hortes befand, weist eine rechtwinklig angesetzte Spirale auf, die platt aufgewickelt wurde. Ein weiteres Röllchen hebt sich durch einen Draht ab, der über fast zwei Wicklungen tordiert ist.
Ähnliche Spiralen fanden sich mit 29 Spiralröllchen im Goldfund von Lorup.

### Armspiralen
Die beiden Armspiralen mit einem Gewicht von 176 und 202 Gramm haben größere Ausmaße. Ihre Drahtlängen betragen rund 125 Zentimeter. An eine Armspirale sind fünf kleine Brillenspiralen angeheftet, die einen Durchmesser von rund neun Millimeter haben. In Troja wurden ähnlich große Brillenspiralen gefunden. Aus verschiedenen anderen vorgeschichtlichen Funden sind Brillenspiralen aus Bronze bekannt geworden, die als Anhänger gedeutet werden.

### Armringe

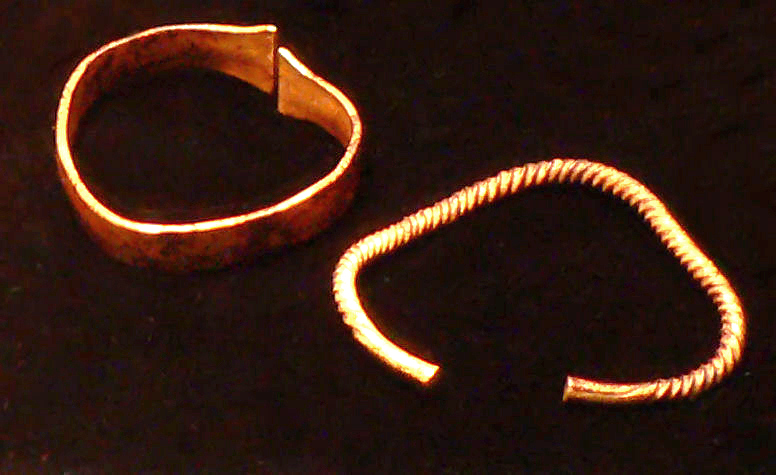
Links der bandförmige Armreif, rechts der tordierte Armreif

Zum Fund gehören auch zwei Armringe. Der tordierte Armring mit einem Gewicht von annähernd 60 Gramm hat eine Länge von 22 Zentimeter. Der bandförmige Armreif hat ein Gewicht von 90 Gramm und einen Durchmesser von etwa sechs Zentimeter. Er wird wegen fehlender Verzierungen als Halbfabrikat gedeutet.
Tordierte Armringe aus Gold sind in Norddeutschland bisher in Lamstedt und in Pahlen gefunden worden. Darüber hinaus sind durch zahlreiche andere vorgeschichtliche Funde Armringe bekannt, die ähnlich erscheinen und aus Kupfer bestehen. Sie sind jedoch nicht tordiert, sondern in die gedreht wirkende Form gegossen worden.

### Bronzenadeln

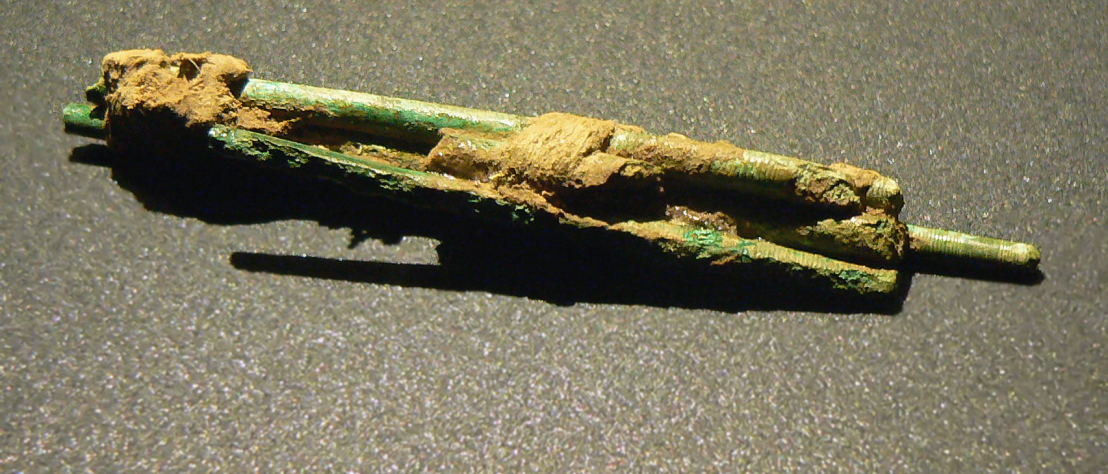
Vermutlicher Verschluss des Ablagebehältnisses; eine grünkorrodierte Bronzenadel mit Faseranhaftungen

Direkt oberhalb des Goldhorts lagen sechs Nadeln aus Bronze mit einem Durchmesser von rund drei Millimeter, von denen nur eine weitgehend erhalten ist. Die anderen sind weitgehend korrodiert. Drei Nadeln weisen auf einer Länge von fünf bis acht Zentimetern eine gerillte Verzierung auf. An den Nadeln hat sich organisches Material in Form von Fasern erhalten.
Wegen der Lage der Bronzenadeln oberhalb der Goldteile ist zu vermuten, dass damit das Ablagebehältnis oben verschlossen gewesen war. Die tropfenförmige, enggepackte Anordnung der Fundstücke deutet auf eine Verwahrung in einem flexiblen Behältnis hin, wie ein Beutel oder ein oben mit den Nadeln zusammengestecktes Tuch.

### Deponierung
Bei den archäologischen Untersuchungen im April 2011 wurden die Goldteile 60 Zentimeter unter der heutigen Erdoberfläche gefunden. Der Archäologe Stefan Winghart vermutet, dass sie in einem Beutel aus organischem Material (Stoff, Leder, Fell) gezielt in einer kleinen Grube, rund 50 Zentimeter unter der damaligen Erdoberfläche, vergraben wurden. Als sicher gilt, dass der Goldhort von Gessel ein geschlossener Fund ist, der, seit seiner Ablage in der Bronzezeit, bis auf geringfügige Tierperturbationen, ungestört geblieben ist.
Der Grund für die Deponierung des Goldschatzes ist bisher nicht bekannt. Bronzezeitliche Depots wurden wahrscheinlich häufig als Schutz vor fremdem Zugriff angelegt. Das Arrangement der eng und platzsparend gepackten sowie teilweise ineinander gesteckten Gegenstände deutet auf eine wohlüberlegte und nicht auf eine hastige Ablage hin. Da der vergrabene Hort in keinem Zusammenhang mit einer Siedlung oder mit einem Grab steht, kann vermutet werden, dass es ein Wertversteck oder Materialdepot eines Fernhändlers war, worauf auch die erst halbfertigen, noch nicht mit Verzierungen versehenen Armreifen deuten. Aber auch andere Deponierungsmotive sind denkbar, etwa das Versteck einer religiösen Gemeinschaft in Kriegszeiten, wobei der Schatz aus unbekannten Gründen nicht mehr gehoben wurde. Denkbar ist auch eine Ablage als kultische Deponierung (Weiheablage). Eine weitere Möglichkeit ist das Beuteversteck von Plünderern auf Kriegszügen.

### Datierung
Vorbehaltlich der weiteren Funduntersuchungen werden die Fundstücke der mittleren Bronzezeit in den Stufen Montelius II/III zugerechnet, was der zweiten Hälfte des 14. Jahrhunderts v. Chr. und damit einem Alter von rund 3.300 Jahren entspricht. Die Datierung beruht bisher auf der Formengebung sowie Verzierung einzelner Gegenstände, vor allem der Fibel. Dagegen ließen sich die zahlreichen Goldspiralen zeitlich nicht näher einordnen, da diese während der gesamten Bronzezeit üblich waren und bei vielen Hortfunden in Mitteleuropa anzutreffen sind.

## Funduntersuchungen
Bisher sind nur einzelne Fundstücke des Goldhortes von Gessel untersucht worden. Die wissenschaftlichen Funduntersuchungen erfolgten interdisziplinär. Die Untersuchungsziele bei den zahlreichen Stücken sind oder waren:
- Fundechtheit
- Oberflächenbeschichtung
- Materialzusammensetzung
- Herstellungstechnik
- Materialherkunft

Archäometallurgen um den Chemiker Robert Lehmann vom Arbeitskreis Archäometrie  an der Leibniz Universität Hannover nahmen die Untersuchungen vor. Dabei werden Methoden der Lichtmikroskopie, Rasterelektronenmikroskopie, Röntgenfluoreszenzanalyse und Massenspektrometrie mittels Laserablation angewandt. Der Test auf Fundechtheit ergab, dass das Metall aufgrund von Lochfraß- und Spannungsrisskorrosion sowie Umkristallisationsprozessen mindestens 1000 Jahre alt ist. Durch die Lagerungszeit sind die Oberflächen brüchig geworden, was ein vorsichtiges Freipräparieren erforderte. Anhand der Benutzungsspuren zeigt sich, dass die Goldteile langjährig und zum Teil über Generationen getragen wurden. Wegen der fest anhaftenden braunen Patina auf den Goldoberflächen wurde eine Beschichtung zunächst nicht ausgeschlossen. Sie konnte aber als manganhaltige Ablagerung durch die lange Verweildauer im Erdreich identifiziert werden.
Bei den untersuchten Goldteilen wurden zwei Gruppen mit einem Goldgehalt von 86 und 90 Prozent festgestellt. Bei dem Gold handelt es sich nicht um Naturgold, sondern um durch Einschmelzen recyceltes Gold.
Noch unklar ist die Herstellungstechnik der Golddrähte. Sie scheinen nicht – wie sonst in der Bronzezeit üblich – gehämmert, sondern durch eine Öffnung gezogen zu sein. Der Chemiker Robert Lehmann entdeckte unter dem Mikroskop Ziehspuren. In der Frage des Aufkommens der Ziehtechnik bei Metallen sind sich Archäologen uneins. Während einige Vertreter die Erfindung des Ziehens den Wikingern um 800 n. Chr. zuschreiben, führen andere ein Schiffswrack mit gezogener Bronze aus dem 14. Jahrhundert v. Chr. als Beleg an. Die Fragestellung, ob die Golddrähte des Goldhortes von Gessel gezogen oder gehämmert sind, wurde im Rahmen des gemeinsamen Forschungsprojektes des Instituts für Anorganische Chemie an der Leibniz Universität Hannover und dem Niedersächsischen Landesamt für Denkmalpflege anhand der experimentellen Archäologie geklärt. Dafür war ein Nachbau der Goldgegenstände für rund 25.000 Euro erforderlich.
Eine Blei-Isotopenuntersuchung an einigen Goldstücken lieferte im Abgleich mit einer Datenbank und anderen musealen Vergleichsobjekten Hinweise darauf, dass Teile des Goldes aus dem etwa 7000 Kilometer entfernten Zentralasien stammen könnten (Kasachstan, Afghanistan, Tadschikistan). Dieselbe Untersuchung zur Materialherkunft der gefundenen Bronzenadeln, die an winzigen Korrosionskrümeln vorgenommen wurde, deutet, wie beim Gold, auf ein Herkunftsgebiet südöstlich von Europa.
An den sechs grün korrodierten Bronzenadeln, die oberhalb des Fundes lagen, haben sich einzelne Fasern aus organischem Material erhalten. Das beruht auf der anti-bakteriellen Wirkung der Blei-, Kupfer- und Zinnanteile der Bronze. Experten des Kriminaltechnischen Instituts des Landeskriminalamtes Niedersachsen identifizierten sie als Flachsfasern, die offenbar zu Leinen verarbeitet worden sind. Daher ist zu vermuten, dass sich das Gold zum Zeitpunkt seiner damaligen Vergrabung in einem Beutel befand, der zumindest zum Teil aus Leinen bestand. Eine Altersbestimmung der Fasern mittels der C-14-Datierung, die erst nach Abschluss weiterer Untersuchungen erfolgt, steht noch aus.

## Vom Hortfund angestoßenes Forschungsprojekt zu frühen Goldfunden
Den letzten größeren Goldfund aus prähistorischer Zeit im Gebiet des heutigen Niedersachsens machte 1892 ein Landwirt mit dem Goldfund von Lorup im Loruper Moor im Emsland. 2012 kündigte die damalige Niedersächsische Wissenschaftsministerin Johanna Wanka aufgrund des Goldhortes von Gessel ein neues Forschungsprojekt zu frühen Goldfunden in Niedersachsen und ihren Beziehungen zu anderen Ländern an. In dem mehrjährigen Forschungsprojekt des Niedersächsischen Landesamtes für Denkmalpflege und dem Institut für anorganische Chemie der Leibniz Universität Hannover sowie anderen Partnern sollten zahlreiche Fragestellungen zum Goldhort geklärt werden. Dazu gehörten das Gebiet der Lagerstätte, der Handelsweg, die Art der Verarbeitung, die mögliche Geldfunktion, die Bedeutung der Verzierungen an der Fibel und das Verbreitungsgebiet von Bronzenadeln. Auch sollte erforscht werden, wie sich die Besiedlung im Fundgebiet dargestellt hat, wem der Hort gehörte und auf welchen Verkehrswegen er nach Gessel gelangt sein könnte.

## Präsentation

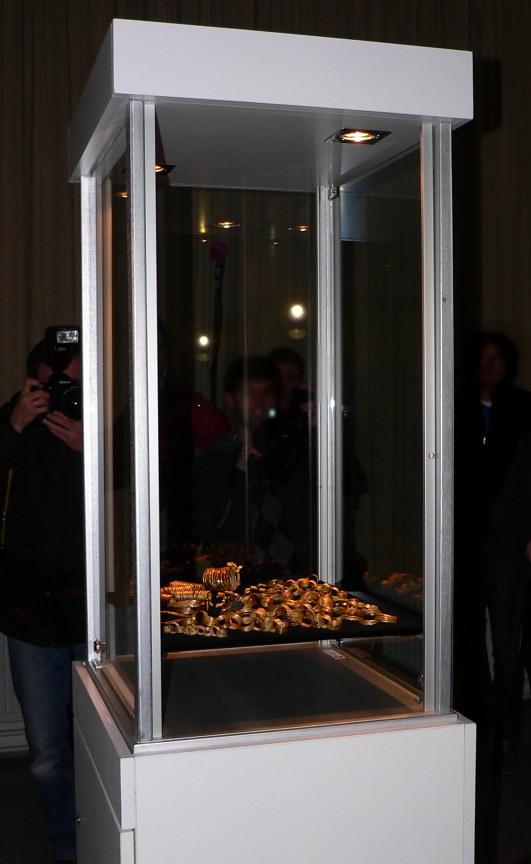
Erste öffentliche Präsentation des Goldhorts im Schaukasten in Hannover, Februar 2012

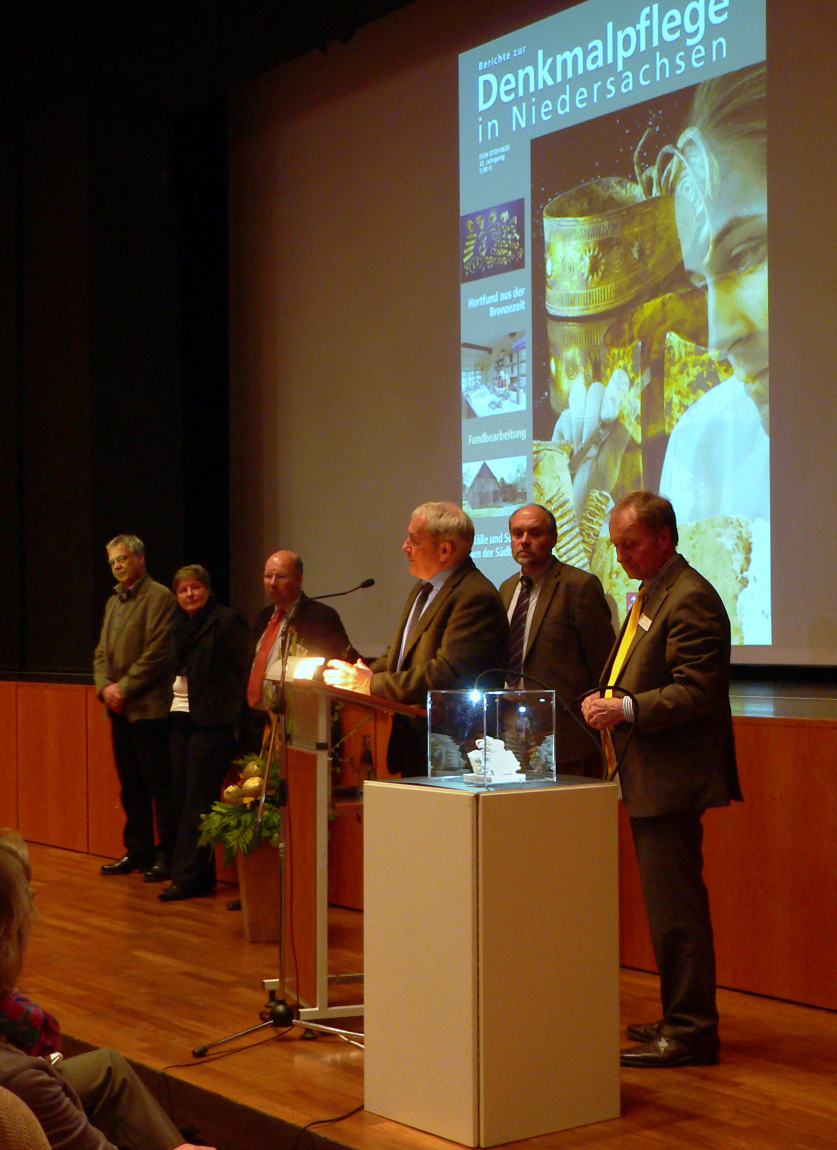
Informationsveranstaltung zum Goldhort in Syke, April 2012

Der Öffentlichkeit wurde der Fund erstmals am 22. Februar 2012 bei einer Pressekonferenz im Niedersächsischen Landesamt für Denkmalpflege in Hannover mit einer vorläufigen Analyse der wissenschaftlichen Untersuchungen vorgestellt. Bei dieser ersten Präsentation äußerte sich der damalige Präsident des Niedersächsischen Landesamtes für Denkmalpflege Stefan Winghart zu den Fundumständen beim Pipeline-Bau folgendermaßen:
Archäologische Sensationen fallen nicht vom Himmel, sie sind vielmehr das Ergebnis akribischer und geduldiger wissenschaftlicher Arbeit. Nur flächendeckende Untersuchungen […] führen zu neuen Erkenntnissen.
Erste Pressemeldungen zur Entdeckung eines Goldschatzes gab es bereits im Oktober 2011, wobei nähere Einzelheiten und die Tragweite des Fundes noch nicht bekannt wurden. Grund für die lange Wartezeit bis zur Präsentation waren die umfangreichen Untersuchungen des Fundobjektes sowie seine aufwändige Freipräparation. Ein weiterer Grund für die späte Bekanntgabe von Funddetails war die Sorge vor Schatzsuchern auf der Pipeline-Trasse. Die Denkmalpflege misst dem Gebiet der Syker Geest und damit auch der Region um Gessel hohes archäologisches Potenzial bei. Die Einschätzung beruht auf der hohen Funddichte bei den archäologischen Untersuchungen in Zusammenhang mit dem Bau der Pipeline, darunter die Entdeckung eines germanischen Gräberfeldes am Rande einer früheren Siedlung nahe Gessel im März 2011.
In Syke fanden im März und April 2012 unter dem Titel: Goldene Zeiten – Mit der Pipeline bis in die Steinzeit, zwei Informationsveranstaltungen für die Bevölkerung statt, an denen insgesamt rund 600 Personen teilnahmen. Dabei informierten Mitarbeiter und Wissenschaftler des Landesamtes für Denkmalpflege sowie der Leibniz Universität über den Goldhort und die archäologischen Untersuchungen im Zuge des Pipelinebaus.
Seit 2023 weisen touristische Hinweisschilder an der BAB 1 auf den Gesseler Goldhort in Syke hin.

### Kontroverse um den Fundverbleib

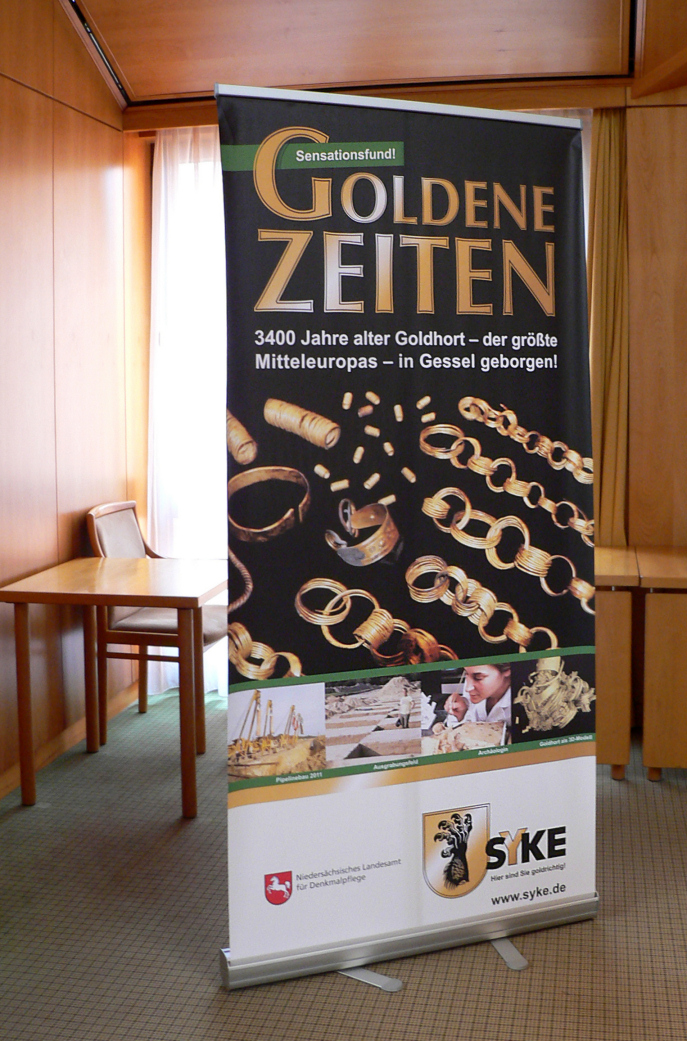
Werbeplakat der Stadt Syke, 2012

Nachdem der Goldschatz Anfang 2012 knapp ein Jahr nach seiner Entdeckung der Öffentlichkeit bekannt geworden war, entwickelte sich in Syke eine Diskussion um seinen Verbleib. Das Kreismuseum Syke, der Syker Bürgermeister und der Landrat des Landkreises Diepholz Cord Bockhop forderten, den Schatz nicht nur zeitweise in Syke auszustellen, sondern als Dauerleihgabe dort zu belassen. Der Syker Bürgermeister beabsichtigte, den Fund unter dem Motto Syke – hier sind Sie goldrichtig für das Stadtmarketing einzusetzen. Dazu initiierte er mit Bürgern eine „Ideenschmiede“, die verschiedene Vorschläge entwarf. Zu den Ideen gehörten der Bau eines Besucherzentrums am Hohen Berg nahe Syke oder eines prähistorischen Dorfes an der Fundstelle, was einen zweistelligen Millionenbetrag erfordert hätte.
Nach einer ersten Präsentation als Sonderausstellung im Niedersächsischen Landesmuseum in den Jahren 2013 und 2014 war eine zeitweise Ausstellung in Syke vorgesehen. Dies erfolgte nicht, weil sie wegen der Sicherheits- und Konservierungsbedingungen finanziell zu aufwändig gewesen wäre. Dauerhaft sollte der Schatz, wie die Kreiszeitung den Präsidenten des Niedersächsischen Landesamtes für Denkmalpflege Stefan Winghart zitierte, im „Landesmuseum verbleiben, da er im Eigentum des Landes Niedersachsen stehe und daher ins Landesmuseum gehöre“. Rechtliche Grundlage für das Eigentum des Landes Niedersachsen am Goldhort als bewegliches Denkmal ist das im Niedersächsische Denkmalschutzgesetz verankerte Schatzregal.

### Verbleib im Niedersächsischen Landesmuseum

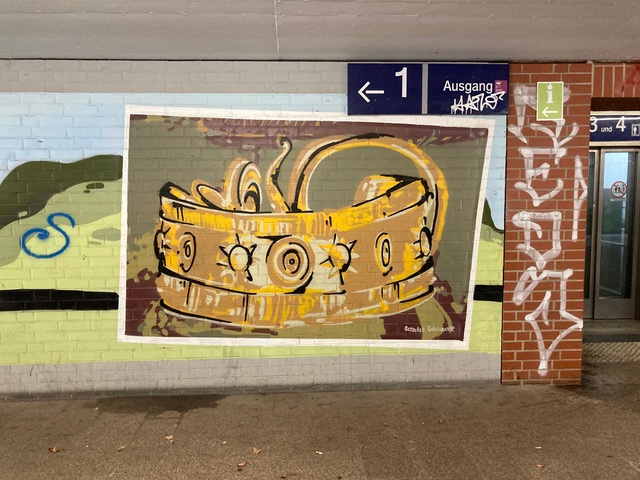
Graffito am Bahnhof Syke mit Darstellung der Fibel des Goldhorts, 2020

Nach Abschluss der wissenschaftlichen Untersuchungen verbleibt der Goldschatz endgültig im Niedersächsischen Landesmuseum in Hannover, während im Kreismuseum Syke Repliken sowie wechselnde originale Fundstücke als Leihgaben gezeigt werden.
Die Repliken entstanden mit einem neuartigen Verfahren, das für eine exakte Kopie der filigranen Einzelobjekte entwickelt wurde. Es ist eine Kombination aus
Computertomogrammaufnahmen, Laserscans und fotogrammetrischer Erfassung. Anhand der computeraufbereiteten Daten wurden die errechneten Modelle im Rapid-Prototyping-Verfahren mittels 3D-Drucker ausgedruckt und anschließend oberflächenbeschichtet.

### Ausstellung in Syke
Bei der 2012 aufgekommenen Diskussion um den Fundverbleib präferierte der Diepholzer Landrat Cord Bockhop eine Dauerpräsentation des Goldhorts in einem Anbau im Kreismuseum Syke, gemeinsam mit weiteren Funden von den 120 beim Bau der NEL-Pipeline entdeckten Fundstellen im Landkreis Diepholz. Dem Vorschlag einer Präsentation der Funde nahe dem Fundort schloss sich der Rat der Stadt Syke an. Die Absicht bestand darin, den Goldhort und seine Fundumstände sowie die zahlreichen weiteren Fundstücke der Pipeline-Archäologie umfassend darzustellen, was im Niedersächsischen Landesmuseum nicht möglich gewesen wäre. Bereits 2013 sollte in Syke ein Museumsanbau mit Baukosten von 2,5 Millionen Euro erstellt werden, obwohl der endgültige Fundverbleib noch strittig war. Nach 2014 gemachten Zusagen einigten sich der Landkreis Diepholz, die Stadt Syke und das Niedersächsische Landesamt für Denkmalpflege auf eine zeitweise Präsentation von einzelnen Originalstücken des Fundes in Syke in einem zu errichtenden Museumsanbau.

### Entstehung des Museumsanbaus Forum Gesseler Goldhort

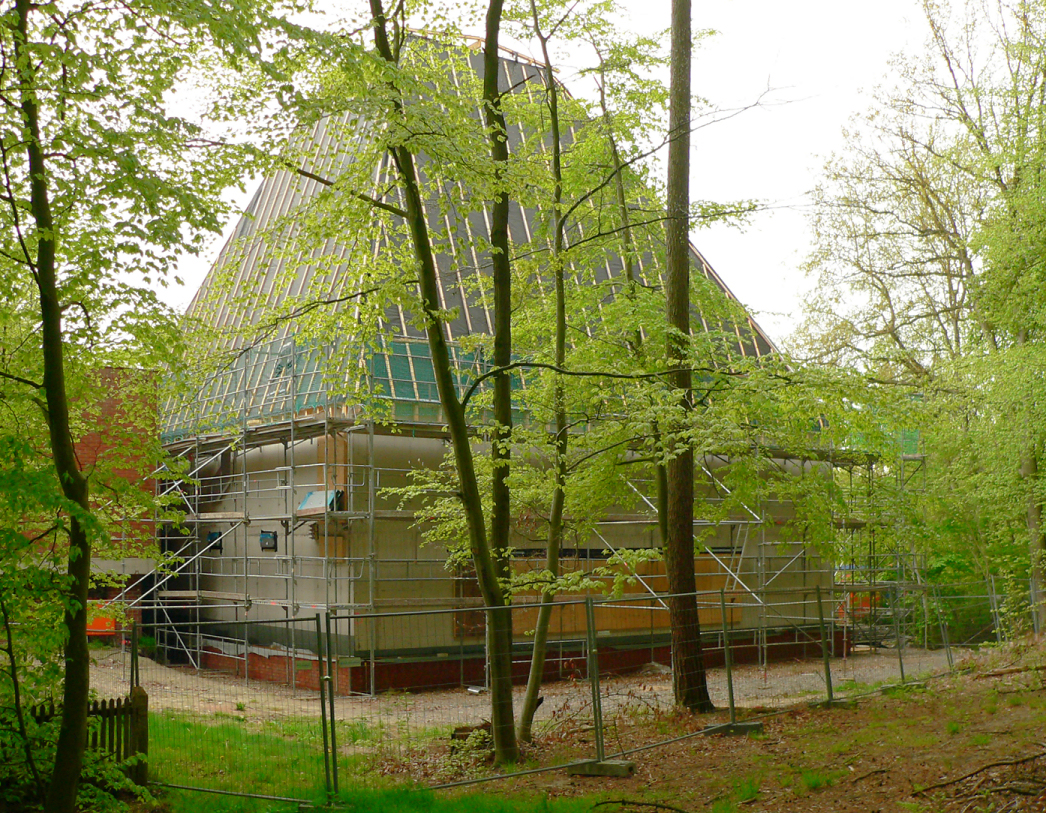
Der Museumsanbau zur Präsentation des Goldhorts im Rohbau, 2019

Der Landkreis Diepholz finanzierte den Museumsanbau des Kreismuseums Syke für rund 3 Millionen Euro aus Eigenmitteln und Sponsorengeldern in Höhe von 800.000 Euro, die die Energieversorger EWE und Avacon sowie die „Freunde des Syker Kreismuseums“ beisteuerten. Die für 2017 erwartete Errichtung des Anbaus verzögerte sich, nachdem die ursprünglichen Kosten von 2,5 Millionen angestiegen waren. 2018 begannen die Bauarbeiten für das Museumsgebäude. Die Fertigstellung wurde 2019 erwartet und auf den Sommer 2020 verschoben. Die Eröffnung fand, verzögert durch die COVID-19-Pandemie in Niedersachsen, im Herbst 2020 statt. Sie erfolgte bei einem Festakt unter Teilnahme des Niedersächsischen Wissenschaftsminister Björn Thümler, des niedersächsischen Landesarchäologen Henning Haßmann und der Direktorin des Niedersächsischen Landesmuseums Katja Lembke. Nach der Eröffnung des Museumsanbaus war der Goldhort im Original als Sonderschau über ein halbes Jahr lang dort ausgestellt. 2021 kehrte er wieder ins Landesmuseum Hannover zurück. Seither sind Repliken sowie drei originale Stücke, die regelmäßig wechseln, in Syke ausgestellt.

### Ausstellung im Museumsanbau in Syke

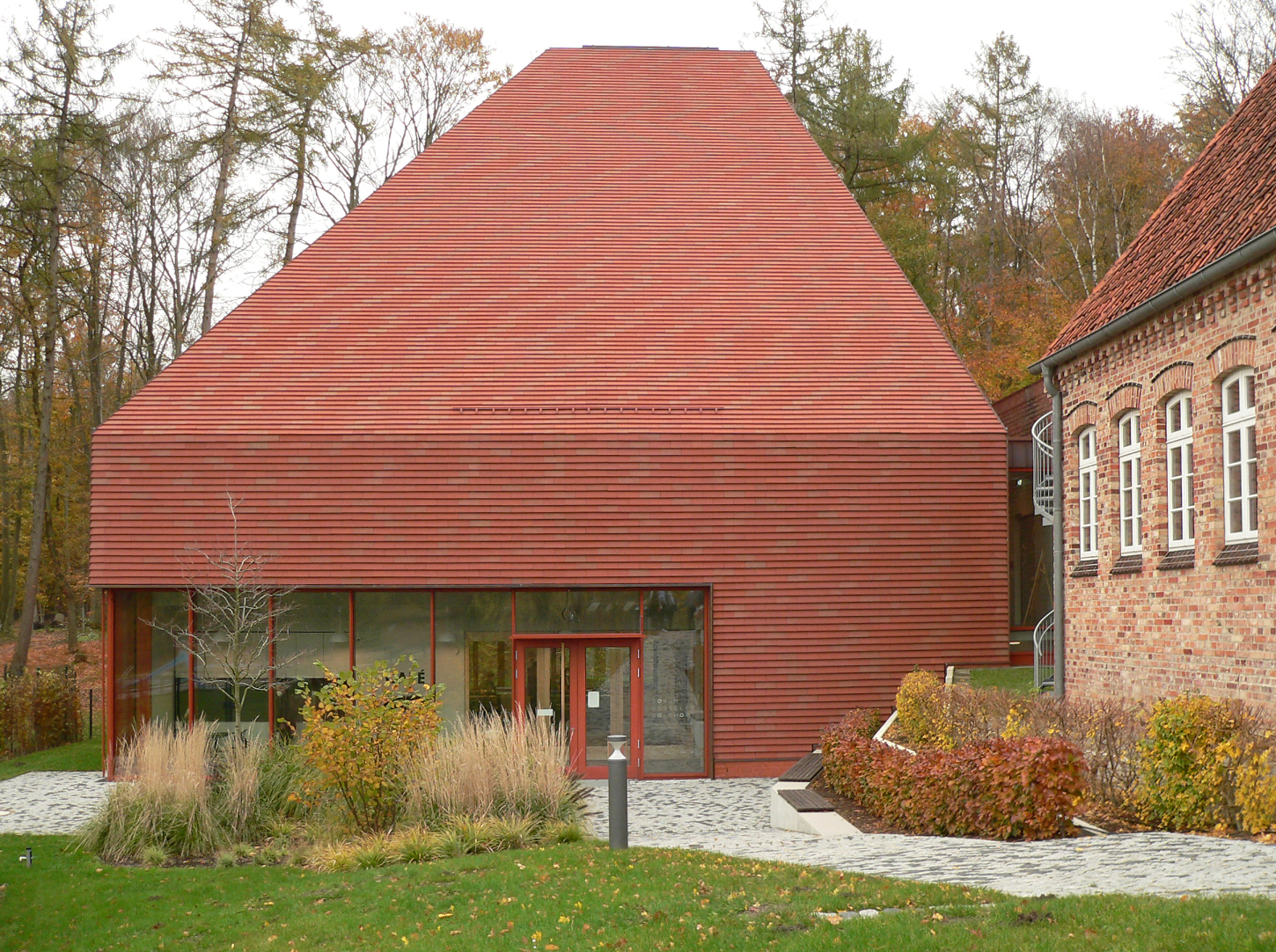
Der Museumsanbau Forum Gesseler Goldhort in Syke, 2021

Der 2020 fertiggestellte Anbau des Kreismuseums Syke ist pyramidenartiges, monolithisches Gebäude mit einer Fläche von rund 650 m², das von Freitag Hartmann Architekten aus Berlin entworfen wurde. Mit 18 Metern Höhe hebt es sich von den historischen Gebäuden des Kreismuseums Syke ab, passt sich jedoch mit seinen Materialien, wie die mit hängenden Ziegeln versehene Fassade, in das Museumsensemble ein. Das Gebäude trägt die Bezeichnung Forum Gesseler Goldhort. Auf zwei Ebenen stehen etwa 240 m² Ausstellungsfläche zur Verfügung. Im Obergeschoss wird der Goldhort in einer Vitrine innerhalb eines goldfarbenen Kabinetts unterhalb des zentralen Oberlichts gezeigt, das sich in 14 Meter Höhe befindet. Im Erdgeschoss beherbergt das Gebäude ein „Mitmach-Labor“ zu archäologischen Forschungsmethoden und ein Besuchercafé. In der Museumsausstellung werden archäologische Untersuchungsmethoden, die Bronzezeit als Zeit der Deponierung des Goldhortes und Fundstücke, die beim Bau der NEL-Pipeline im Landkreis Diepholz entdeckt wurden, gezeigt. Konzipiert und kuratiert wurde die Ausstellung vom Archäologen Herwig Kenzler; gestaltet vom Berliner Architekturbüro neo.studio.

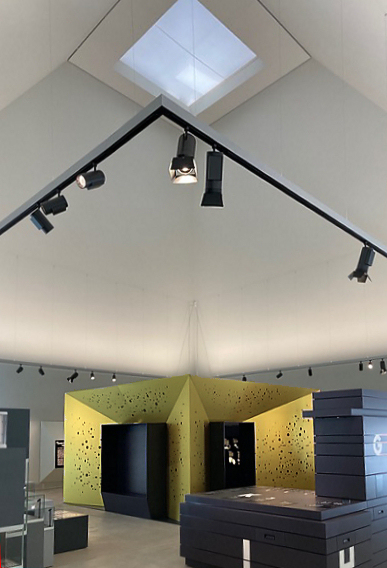
Goldfarbenes Kabinett, in dem die Vitrine mit dem Goldhort von Gessel steht, darüber Oberlicht
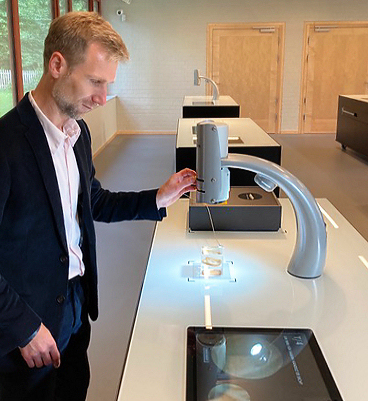
„Mitmach-Labor“ mit dem Ausstellungskurator Herwig Kenzler

### Sonderausstellung im Niedersächsischen Landesmuseum

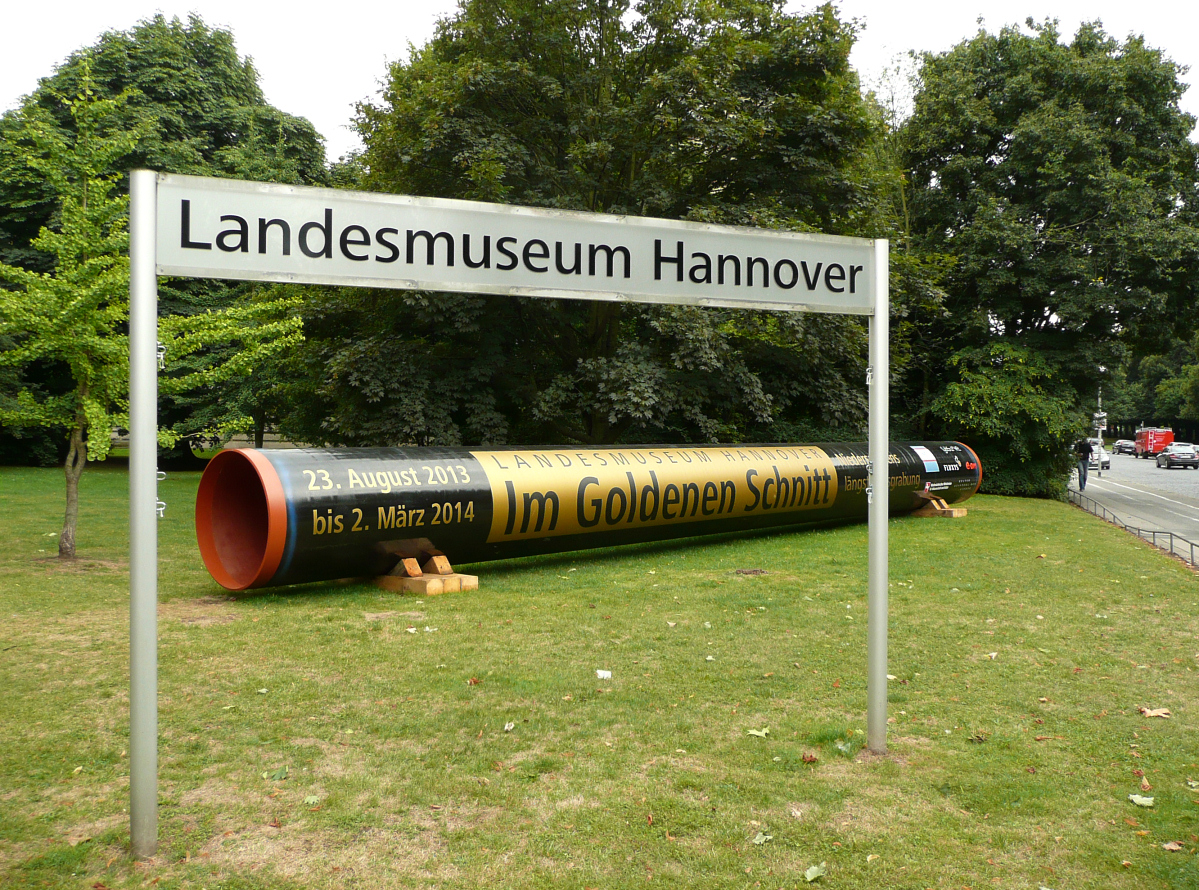
Rohrsegment der NEL-Pipeline (18 Meter Länge, 1,4 Meter Durchmesser) neben dem Niedersächsischen Landesmuseum Hannover als Werbeträger

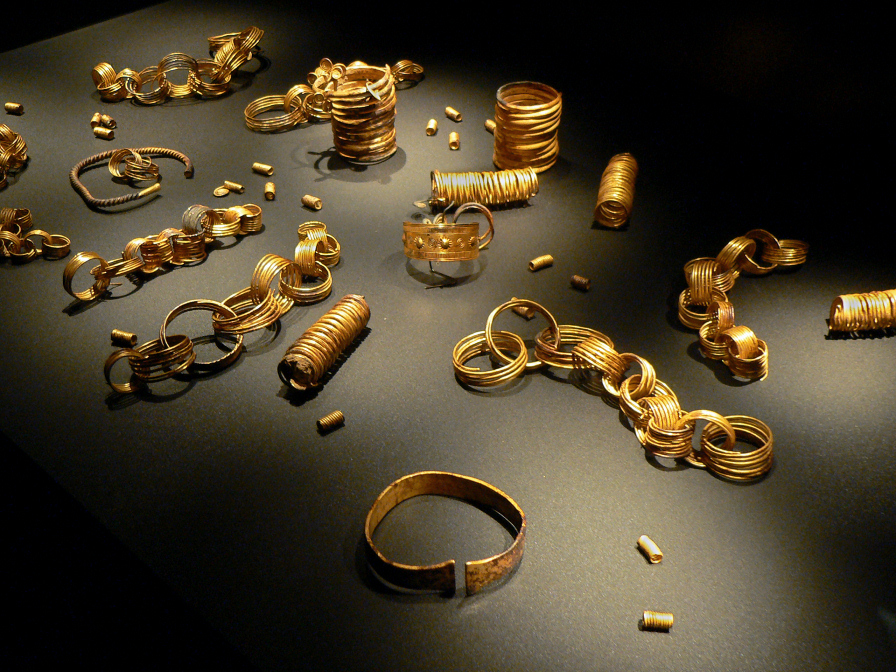
Ausstellung des Goldhorts im Landesmuseum (2013)

Der Goldhort war Mittelpunkt der Sonderausstellung Im Goldenen Schnitt – Niedersachsens längste Ausgrabung, die zwischen August 2013 und März 2014 im Niedersächsischen Landesmuseum gezeigt wurde. Thema waren die zwischen 2010 und 2013 vorgenommenen Ausgrabungen auf der Trasse der Nordeuropäischen Erdgasleitung. Sie stellten das bisher größte Archäologieprojekt in Niedersachsen dar und führten mit etwa 150 Fundstellen zur Entdeckung weitgehend unbekannter Siedlungsstellen sowie Gräberfelder. Die Ausstellung umfasste neben dem Goldhort rund 250 Exponate. Dabei werden acht Fundstellen, die während des Pipelinebaus in Niedersachsen entdeckt wurden, näher vorgestellt.
Darüber hinaus zeigte die Ausstellung eine Reihe weiterer archäologischer Funde von Goldgegenständen, vorwiegend aus Niedersachsen. Darunter befinden sich die Goldlunula von Schulenburg, der Goldfund von Lorup und die Goldscheibe von Moordorf. Es wurden auch einzelne Funde präsentiert, die während des Pipelinebaus außerhalb von Niedersachsen entdeckt wurden. Dazu gehörten Kupferbarren des „Kupferschiffs“, einer im Jahr 2010 in der Ostsee während des Baus der Ostseepipeline entdeckten spätmittelalterlichen Kogge.

### Denkmal bei Syke

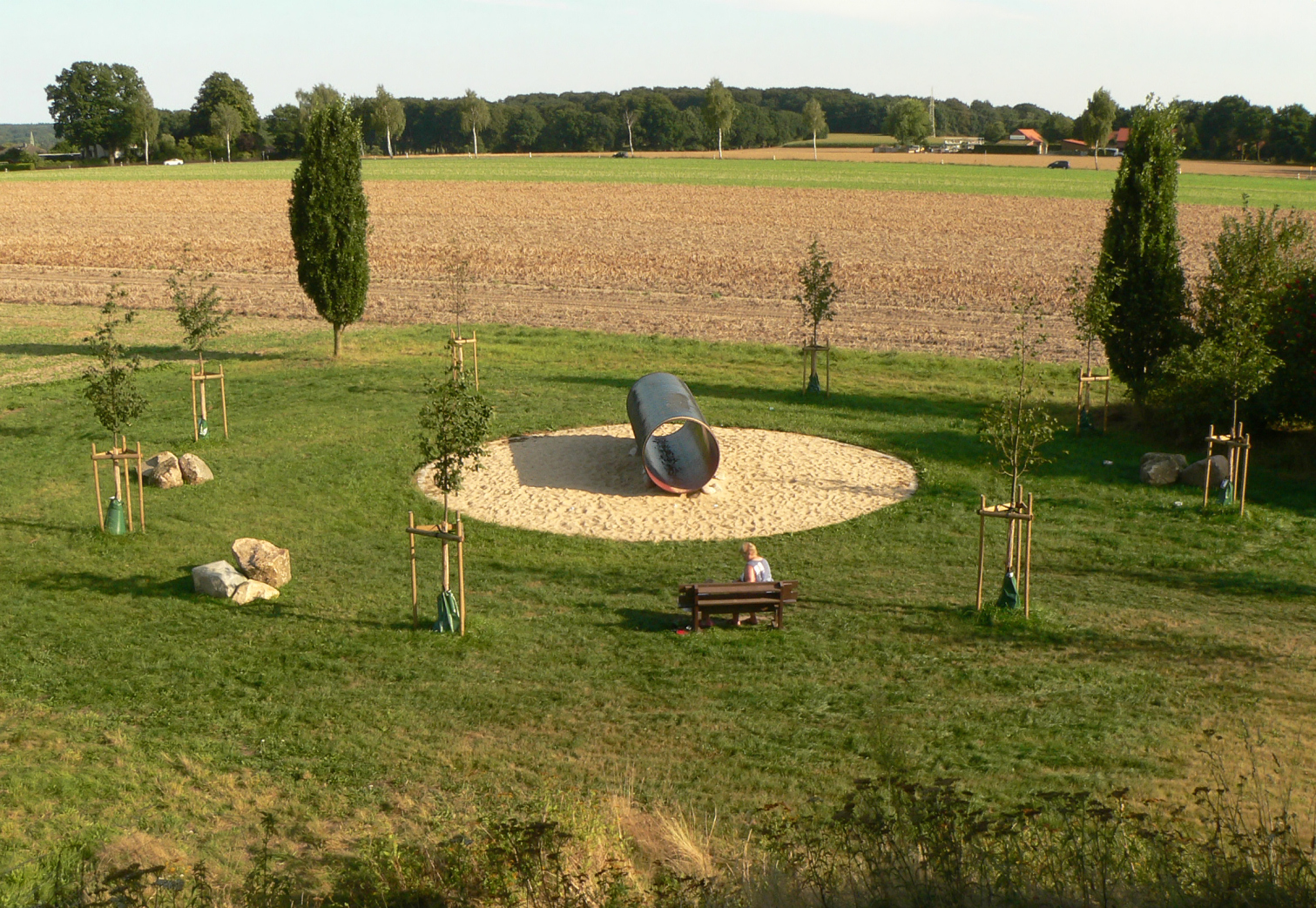
Rohrstück einer Pipeline als Denkmal auf dem Hohen Berg zur Erinnerung an den Fund

2016 wurde auf dem Hohen Berg zur Erinnerung an den Fund ein Denkmal aufgestellt. Dabei handelt es sich um das Rohrstück einer Pipeline und eine Informationstafel. Der Standort des Denkmals ist nicht die Fundstelle, die sich etwa 1,5 km südöstlich davon befindet.

### Zeitweise Ausstellung in Berlin
Vom 21. September 2018 bis 6. Januar 2019, anfangs nur in Teilen, wurde der Goldhort im Martin-Gropius-Bau in Berlin in der Ausstellung Bewegte Zeiten. Archäologie in Deutschland gezeigt, die aus Anlass des Europäischen Kulturerbejahres 2018 stattfand. Es war die erste vollständige Ausstellung außerhalb des Niedersächsischen Landesmuseums Hannover.

## Namensrechte
Drei Bewohner aus Gessel, darunter ein Patentanwalt und ein Mitglied des Ortsrates von Gessel, sicherten sich nach dem öffentlichen Bekanntwerden des Fundes im Februar 2012 die Rechte am Begriff „Gesseler Goldschatz“, den sie am 1. März 2012 als Marke beim Deutschen Patent- und Markenamt anmeldeten. Unter der Bezeichnung wollten sie verschiedene Produkte, darunter Bekleidung, Brot- und Backwaren, Schokolade sowie Getränke vermarkten. Die Einnahmen waren für die Jugendfeuerwehr Gessel-Leerßen vorgesehen. Die Stadt Syke ließ die Namenssicherung nach dem Markenrecht prüfen. Auch das Land Niedersachsen, das nach dem Schatzregal Eigentümer des Schatzes ist, meldete über das Niedersächsischen Wissenschaftsministerium beim Patent- und Markenamt Einwände an. Trotzdem wurde die Marke am 28. Mai 2013 zugunsten der Antragsteller eingetragen. 2014 gaben die Markeninhaber die Namensrechte an den Landkreis Diepholz ab und erhielten im Gegenzug 10.000 Euro für den Förderverein der Kinder- und Jugendfeuerwehr Gessel. Damit stehen dem Landkreis weitere Nutzungen des Begriffs „Gesseler Goldschatz“ und Abwandlungen davon offen, um damit touristisch zu werben.

## Medien
- Terra X – Deutschlands Supergrabungen. ZDF-Fernsehsendung, 2012.